# Francisco Botelho de Morais e Vasconcelos
Francisco Botelho de Morais e Vasconcelos (Torre de Moncorvo, Portugal, 6 d'agost de 1670 - Salamanca, Espanya, 1747), fou un humanista, poeta i escriptor portuguès amb forts vincles amb Espanya, que fou membre de l'Acadèmia dels Desconfiats de Barcelona.

## Biografia
Passà major part de la seva vida a Espanya i Itàlia. De molt jove anà a residir a Madrid, sota la protecció d'un oncle seu, on estudià i freqüentà la Cort.
La Guerra de Successió feu que el 1702 passés a residir uns anys a Portugal. Joan V li concedí l'hàbit de l'Orde de Crist i una pensió per haver compost el poema èpic culte El Alphonso. Fou nomenat membre honorari de la Real Academia Española el 1738.
En la composició de la seva epopeia El Nuevo Mundo (1701), dedicada a Felip V hi influí Francis Bacon. Tracta de la gesta de Cristòfor Colom en deu llibres en vers castellà ("octaves reales") precedit cada un d'ells per una al·legoria en prosa. Posteriorment decicà a l'"Academia de Madrid" la seva prosa satírica Historia de las cuevas de Salamanca (1734, amb una primera edició, perduda, de 1731).
Consta que fou membre de l'Acadèmia dels Desconfiats, de Barcelona, si bé segurament amb caràcter honorari.

## Obres
- Poema en loor de S. Juan de Sahagun en las fiestas, que le hizieron en su Canonizacion. S.I., s.n. 1690.
- Panegyrico historial, genealogico, de la familia de Sousa. Córdoba: Imp. por Diego de Valverde y Leyva, y Acisclo Cortés de Ribera, 1696.
- Loa para la Comedia com que S. Majestad que Dios guarde festeja el dia del nombre de la Reina nuestra Señora. Lisboa: Imp. por Antonio Pedrozo Galraõ, 1709.
- Tres Hymni in laudem B. Joannis á Cruce nuncupati Sanctissimo Domino Clementi XJ. Pontifici Optimo Maximo. Romae per Joannem Franciscum Chracas, 1715.
- Gratas expressiones del Cavallero D. Francisco Botello de Moraes, y Vasconcellos al optimo Maximo Pontifici Clemente XI, en la occasion de los triumfos que por influencia de su Santidad tuvo la Iglesia el presente año de 1716. Luca: Imp. por Marescandoli, 1716.
- El Alphonso o La fundacion del Reino de Portugal, establecida y perfecta en la conquista de Elysia, Salamanca: Imp. por Antonio Joseph Villargordo, 1731.
- El Alphonso o La fundacion del Reino de Portugal, establecida i perfecta en la conquista de Lysboa. Salamanca: Imp. por Antonio Villargordo e Alcaràz, 1731.
- Relaçaõ de como se ensinaõ no Collegio Imperial Trilingue da Universidade de Salamanca as três línguas, que lhe daõ nome Grega, Latina, e Hebrea, de que livros se servem seus doutíssimos Mestres. S. I., 1743.
- Vida de hum Sargento mór de Dragões, com o título de Epitome da guerra de Filipe V., e Carlos III, em que louva muito os dous Condes de Assumar D. Joaõ, e D. Pedro de Almeida. S.I., 1743.
- Historia de las cuevas de Salamanca (Salamanca, 1731; 2.ª edición retocada por el autor: Antonio Joseph Villargordo, 1734, reimpresa por este mismo en 1737). Edició moderna: Historia de las cuevas de Salamanca. Introducciónde Fernando Rodríguez de la Flor i y ed. d'Eugenio Cobo. Madrid: Tecnos, 1987.
- El Nuevo Mundo. Poemma Heroyco de D. Francisco Botello de Moraes y Vasconcelos; con las Alegorias de Don Pedro de Castro, Cavallero Andaluz. Dedicalo su autor a la Catholica Magestad de Philippo Quinto, Augusto, Piadoso,Feliz Rey de las Españas, y Indias. Por mano del ilustrissimo señor D. Manuel de Toledo General de Batalla en los Exercitos de su Magestad, &c. Barcelona: Imprenta de Juan Pablo Martí por Francisco Barnola Impresor, 1701
- El Alphonso / del Cavallero Don Francisco Botello de Moraes, y Vasconcelos... Paris: chez Esti[…] Michalliet, 1712. Segona edició: El Alphonso, o la fundación del Reino de Portugal, assegurada, i perfecta en la conquista de Lysboa: poema epico del caballero Francisco Botello de Moráes i Vasconcélos, impresso aora la primera vez con beneplacito de su Author... En Salamanca: en la Imprenta de Antonio Joseph Villargordo, 1731.
- Progressos militares de Leopoldo Enrique Botelho de Magalhaens... [S.l. : s.n.], 1711.
- Satyrae equitis domini Francisci Botello de Moraes et Vasconcelos... cum notis et argumenti Doctoris Domini Joannis Gonzalez de Dios.... Salmanticae: apud Nicolaum Josephum Villar Gordo, 1740 (quatre sàtires en llatí en què imita a sátiras en latín en que imita a Aule Persi Flac criticant vicis socials observats per l'autor)
- Discurso político, histórico e crítico, que em forma de carta escreveo a certo amigo Francisco Botelho de Moraes e Vasconcelos passando deste Reino para o de Hespanha, sobre alguns abusos, que notou em Portugal. Lisboa: na Officina de Francisco Luiz Amebo impressor da Congregação Cameraria Santa Igreja de Lisboa, 1752.